# Столичная территория Исламабад
Столичная территория Исламабад (урду وفاقی دارالحکومت‎, англ. Islamabad Capital Territory) — одна из двух федеральных территорий Пакистана.

## Географическое положение
Столичная территория включает в себя город Исламабад. Площадь территорий равняется 907 км². Территория представлена в Национальной ассамблее от двух избирательных округов, а именно от НА-48 и НА-49.

## Административное деление
Административно федеральная столичная территория делится на 5 зон.

## Образование
Исламабад имеет самый высокий уровень грамотности населения в Пакистане (87 %). Здесь расположены одни из самых крупнейших университетов страны, в том числе Каид-и-Азам, Международный исламский университет и Национальный университет науки и технологии.